# توأم رقمي
التوأم الرقمي (بالإنجليزية: Digital twin)‏ هو نسخة رقمية افتراضية لأصل مادي حي أو غير حي. عن طريق سد الفجوة بين العالم المادي والافتراضي يتم نقل البيانات بسهولة مما يسمح للكيان الافتراضي أن يتواجد في وقت واحد مع الكيان المادي. يشير مصطلح التوأم الرقمي إلى النسخة الرقمية طبق الأصل لأصول مادية (التوأم الفعلي) أولعمليات أو لأشخاص أو لأماكن أو لأنظمة أو لأجهزة التي يمكن استخدامها لأغراض مختلفة. يوفر هذا التمثيل الرقمي العناصر والديناميات لفهم كيفية عمل واستمرارية منظومة مزودة بإنترنت الأشياء طوال دورة حياتها. تؤكد التعريفات التكنولوجية للتوأم الرقمية المستخدمة في الأبحاث السابقة على سمتين مهمتين هما: أولاً يشدد كل تعريف على العلاقة بين النموذج المادي والنموذج أو النظير الافتراضي المقابل. ثانياً، يتم تأسيس هذة العلاقة أو الصلة عن طريق توليد بيانات مستقاة من النموذج المادي في الوقت الحقيقي باستخدام أجهزة الاستشعار.
يمكن مقارنة مفهوم التوأم الرقمي بمفاهيم أخرى مثل بيئات الواقع المتقاطع أو المساحات المشتركة ونماذج المرآة والتي تهدف إلى حد كبير إلى مزامنة جزء من العالم المادي (مثل كائن أو مكان) مع التمثيل السيبراني (الذي يمكن أن يكون مجرد من بعض جوانب العالم المادي). جدير أن يذكر كتاب ديفيد جيليرنر عن نماذج المرآة بمناسبة الحديث عن التوأمة الرقمية.